# Oliver Haidt
Oliver Haidt (de son vrai nom Walter Wilfinger, né le 19 août 1977 à Graz) est un chanteur autrichien.

## Biographie
Il grandit en Styrie, où ses parents tiennent une ferme. À onze ans, il gagne un concours de chant. Il suit une formation de vendeur. Il commence par écrire, composer et produire pour d'autres personnes ou groupes. Ainsi il écrit I will leben chanté par DJ Ötzi en 2008.
En 1998, Haidt participe au Grand Prix des Schlagers qu'il remporte à la surprise générale avec le titre Ich denk an Rhodos. Cette victoire est son plus grand succès, elle lui donne plusieurs apparitions à la télévision. En 2002, il participe avec Petra Frey pour l'Autriche au Grand Prix der Volksmusik. Leur chanson Trennen uns auch Meere finit 11e.

## Discographie
Albums
- Ich leb´ nur für dich
- Gib mir ein Zeichen
- Pures Glück
- Und wer küsst mich
- Öffne dein Herz
- Alles Oliver
- Alles Haidt
- Herzgold
- Geradeaus ins Glück
- Mitten ins Herz

Singles
- Ich denk an Rhodos
- Pures Glück
- Tausend Träume in Athen
- Ich fange nie mehr was an einem Sonntag an
- Maria Angela
- Ich hab noch ein Bild von dir
- Wenn Engel weinen
- Darum hab ich mich in dich verliebt
- Zauberin der Nacht
- Tränen in der Nacht
- Sie hatte blaue Augen
- Gegen den Wind